# Джурович, Александра
Александра Джурович (серб. Aleksandra Đurović; род. 1976) — сербская политическая деятельница. Депутат Народной скупщины Сербии от Сербской прогрессивной партии.

## Биография
Родилась в 1976 году в Сараево.
Окончила среднюю экономическую школу в Белграде и филологический факультет Белградского университета.
Стояла у истоков создания Сербской прогрессивной партии, член центрального комитета партии.
В 2012 году избрана депутатом Народной скупщины от Сербской прогрессивной партии, занимала пост председателя комитета по иностранным делам.
В 2016 году на досрочных парламентских выборах вновь избрана депутатом.
Заместитель председателя комитета по иностранным делам Народной скупщины.
Глава делегации Сербии в ПАСЕ. В 2014 году голосовала против резолюции об ограничении прав российской делегации в ПАСЕ. Выступала против вступления Сербии в НАТО (по её словам, опросы показывают, что эта идея находит поддержку только у 12 % сербов), поддерживала российские авиаудары по силам Исламского государства.